# Emilio Ferrera
Emilio Ferrera (Schaerbeek, 19 giugno 1967) è un allenatore di calcio ed ex calciatore belga, di origini spagnole, di ruolo centrocampista.

## Biografia
I suoi fratelli Cisco e Manu sono stati a loro volta ex calciatori ed allenatori professionisti, così come suo nipote (figlio di Cisco) Yannick.

## Carriera

### Giocatore
Dal 1975 al 1982 milita nel Racing Schaerbeek, formazione della sua città natale; nella stagione 1982-1983 gioca invece nelle giovanili dell'Anderlecht, formazione della massima serie belga. Successivamente passa all'Eendracht Aalst, in seconda divisione: qui rimane per tre stagioni (la prima delle quali in rosa con suo fratello maggiore Manu), ottenendo anche, al termine della terza stagione, una promozione in prima divisione; gioca poi un'ulteriore stagione in seconda divisione col Wolvertem, terminata con la retrocessione in terza divisione. Passa poi allo K Stade Leuven, con cui nella stagione 1987-1988 vince la Derde klasse (terza divisione), militando poi per altri due anni in seconda divisione. Chiude infine la carriera da calciatore nel 1992, dopo una stagione disputata con la maglia del Sérésien ed una stagione al Ganshoren, sempre nelle serie minori belghe.

### Allenatore
Inizia ad allenare nella stagione 1993-1994, in cui siede sulla panchina del RC Brussels, con cui arriva quarto in classifica nella seconda divisione belga; dopo un anno come vice nell'América (formazione della prima divisione messicana), torna al RC Brussels, nel frattempo finito in quarta serie, campionato che nella stagione 1995-1996 vince. L'anno seguente arriva quarto in classifica in terza divisione col Racing Jet Wavre, mentre nella stagione 1997-1998 arriva undicesimo in classifica in seconda divisione col Lombeek. Dal 1998 al 2000 lavora inoltre come osservatore per il Barcellona.
Nella stagione 1999-2000 allena per la prima volta in carriera una squadra di prima divisione: siede infatti sulla panchina del KSK Beveren, con cui arriva quindicesimo in classifica; viene riconfermato anche per la stagione 2000-2001, nella quale migliora il piazzamento in classifica dell'anno precedente arrivando quattordicesimo. Inizia al Beveren anche il campionato 2001-2002, venendo però esonerato nel settembre del 2001; nel successivo mese di ottobre va ad allenare il RWD Molenbeek, sempre in prima divisione, terminando il campionato al decimo posto in classifica.
A seguito della retrocessione del RWD Molenbeek per motivi finanziari, a fine anno lascia la squadra; nella stagione 2002-2003 è alla guida del Lierse, con cui arriva quinto nel campionato di prima divisione; viene riconfermato anche per la stagione 2003-2004, nella quale la sua squadra conclude il campionato al quattordicesimo posto in classifica, ottenendo la salvezza. Nel 2004 si trasferisce al Brussels, neopromosso in prima divisione, campionato che non conclude a causa di un esonero nel febbraio del 2005.
Nella stagione 2005-2006 dopo aver allenato per 2 partite (un pareggio ed una sconfitta) il La Louvière in massima serie, rimane inattivo: riprende ad allenare solamente nell'aprile del 2006, quando subentra sulla panchina del Club Bruges, con cui conclude il campionato al terzo posto in classifica ad un punto di distacco dallo Standard Liegi secondo classificato; l'anno seguente partecipa alla Coppa UEFA, nella quale i nerazzurri sono eliminati nella fase a gironi. Non termina il campionato a causa dell'esonero del gennaio del 2007.
Nel 2007 lascia il Belgio e va ad allenare in Grecia, allo Skoda Xanthī, in prima divisione: anche in questa stagione non riesce a concludere il campionato, venendo esonerato nell'aprile del 2008; rimane nel Paese ellenico anche per il campionato 2008-2009, nel quale conquista la salvezza col Panthrakikos. Nella stagione 2009-2010 è al Paniōnios, sempre nella prima divisione greca; viene esonerato nel gennaio del 2010, facendo subito ritorno in patria: nel medesimo mese di gennaio 2010 viene infatti ingaggiato dal Lokeren, con cui conquista la salvezza nella prima divisione belga. In seguito torna all'estero: dal luglio del 2011 al 20 settembre 2013 è infatti il vice allenatore dei sauditi dell'Al-Shabab, di cui diventa a tutti gli effetti l'allenatore per gli ultimi tre mesi del 2013, fino al 31 dicembre di quell'anno. Nel febbraio del 2014 è invece ingaggiato dal Genk, con cui da subentrato conclude il campionato 2013-2014 con un sesto posto in classifica nella massima serie belga.
Nel dicembre del 2014 subentra sulla panchina del Dender, in terza serie; viene riconfermato anche per la stagione 2015-2016, salvo poi dimettersi dall'incarico il 26 novembre 2015, passando il giorno stesso all'OH Lovanio in prima divisione, campionato concluso all'ultimo posto in classifica e, quindi, con la retrocessione in Tweede klasse, categoria per la quale Ferrera viene riconfermato, venendo però esonerato dall'incarico il 15 gennaio 2017.

## Palmarès

### Giocatore

#### Competizioni nazionali
- Derde klasse: 1

K Stade Leuven: 1987-1988

### Allenatore

#### Competizioni nazionali
- Promotion (Belgio): 1

Brussels: 1995-1996